# Девон Аокі
Девон Едвенна Аокі (нар. 10 серпня 1982) — американська топ-модель та фотомодель.

## Раннє життя
Девон Аокі народилася у 1982 році в Нью-Йорку. Вона виросла в Малібу, штат Каліфорнія, та навчалася в приватній Американській школі в Лондоні.
Її батько, Хіроакі Аокі, колишній реслер і ресторанний магнат (Benihana). Мати, Памела Гілбургер — дизайнерка ювелірних виробів. Її батько був японцем, а мати має німецьке й англійське походження. 
Вона почала працювати моделлю в 13 років, того ж року її хрещена познайомила з Кейт Мосс Має старшу сестру, молодшого брата і четверо суродженців, включно зі Стівом Аокі. Аокі — тітка моделі Юмі Ну.

## Кар'єра
Після дебюту на подіумі у 1997 році Аокі працювала моделлю для таких брендів як Balenciaga, Comme des Garçons і Chanel. У 1998 році, у віці 16 років, Аокі стала обличчям дому моди Versace, замінивши Наомі Кемпбелл. Брала участь у рекламних кампаніях Chanel, Yves Saint Laurent, Kenzo, Hugo Boss, L'Oreal, Lancome і Tiffany & Co.. Працювала на подіумі для таких дизайнерів, як Versace, Chanel, Оскар де ла Рента, Діана фон Фюрстенберг, Жаль-Поль Готьє, Celine, Baby Phat і Марк Джейкобс.
Аокі з'являлася на обкладинках численних міжнародних модних журналів, зокрема американських «Ocean Drive», «Vegas», «Nylon», «I-D», «Interview», «Elle Girl» і британського «Wonderland»; корейського«Cosmogirl»; французького «Jalouse»; австралійського «Russh» і «10 Magazine»; японських «Voce» і «Harper's Bazaar» та малайзійського «Her World». Крім того, Аокі з'являлася на обкладинках «Vogue» (Німеччина, Росія, Японія, Корея) та «Numéro» (Токіо). У 2006 році вона позувала сінгапурському фотографу Леслі Кі для благодійної фотокниги «Super Stars», присвяченій жертвам цунамі в Азії 2004 року.
У вересні 2007 року Аокі розробила капсульну колекцію для азійського ринку Levi's під назвою «Levi's+D». Аокі описала співпрацю такими словами: «Назва „Levi's+D“, D означає Девон. Ми робимо все, починаючи від джинсової тканини та закінчуючи купальними костюмами — що завгодно! Я черпаю натхнення у вінтажних виробах, які більше не можна придбати». 
У 2017 році вона повернулася на подіум для дефіле Moschino та знялася в рекламних кампаніях «Sephora x Moschino» та Hugo Boss. У 2018 році Аокі вийшла на подіум для однойменного бренду Джеремі Скотта, знялася в редакторській статті для американського «Vogue» і в рекламних кампаніях Moschino Fragrance, Nordstrom і Swarovski. У вересні 2019 року вона з'явилася на заході «Bazaar Icons 2019» від «Harper's Bazaar», фотографував Маріо Сорренті.
Як акторка Аокі знялася у стрічках «Подвійний форсаж», «Шпигунки», «Місто гріхів», «D.O.A.: Живим або мертвим», «Війна», «Хроніки мутантів» і «Розенкранц і Гільденстерн — нежить». Обрана на роль Тацу Ямасіро у 3 сезоні серіалу «Стріла», але її замінила Ріла Фукусіма через неузгодженість розкладу. Вона з'явилася в документальних фільмах «Я буду спати, коли помру» та «Джеремі Скотт: Народний дизайнер», перший з яких був документальним фільмом про її брата Стіва.

## Вплив
Models.com вважає її іконою індустрії моди. У 2017 році Домінік Кадоган з «Dazed» назвав Аокі «культовою моделлю» та «одним із найвпізнаваніших альтернативних облич 90-х». Кадоган продовжив: «Коли їй виповнилося 16, вона була однією з найзатребуваніших дівчат на той момент, а деякі з найкращих фотографів галузі (зокрема Юрген Теллер, Еллен фон Унверт і Нік Найт) перетворювали її у своїх роботах». У квітні 2019 року «Marie Claire» включила її до числа 15 супермоделей 2000-х років, які змінили обличчя моди. Журнал «I-D» назвав її «одним із тих небагатьох облич, які визначили рубіж тисячоліть», і перерахував сім найвідоміших нарядів Аокі.
У лютому 2019 року журнал «Wonderland» повідомив, що співачка Ріанна використала образ Аокі з бойовика «Подвійний форсаж» для своєї кампанії Fenty Beauty. У фільмі персонажка Аокі у білому топі та рожевих джинсах С'юкі їздить на рожевій Honda S2000.

## Особисте життя
Девон Аокі одружена з Джеймсом Бейлі, у них є син і три дочки. У 2009 році вона залишила акторську кар'єру, щоб зосередитися на материнстві. Дочка Алессандра знялася в рекламній кампанії Guess Kids навесні 2018 року. Модель і авторка пісень Юмі Ну — її племінниця.
Вона була моделлю під час третього щорічного благодійного показу мод, представленого General Motors 24 лютого 2004 року. Аокі та її зведений брат Стів були співголовами заходу Червоного Хреста у Сан-Франциско у березні 2018 року.

## Фільмографія
| Рік  |   | Українська назва                    | Оригінальна назва                       | Роль          |
| ---- | - | ----------------------------------- | --------------------------------------- | ------------- |
| 2003 | ф | Смерть династії                     | Death of a Dynasty                      | Пікассо       |
| 2003 | ф | Подвійний форсаж                    | 2 Fast 2 Furious                        | С'юкі         |
| 2004 | ф | Шпигунки                            | DEBS                                    | Домінік       |
| 2005 | ф | Місто гріхів                        | Sin City                                | Міхо          |
| 2006 | ф | D.O.A.: Живим або мертвим           | DOA: Dead or Alive                      | Касумі        |
| 2006 | ф | Капітан Зум. Академія супергероїв   | Zoom                                    | Даравія       |
| 2007 | ф | Війна                               | War                                     | Кіра Янагава  |
| 2008 | ф | Хроніки мутантів                    | Mutant Chronicles                       | Валері Дюваль |
| 2009 | ф | Розенкранц і Гільденстерн — немерть | Rosencrantz and Guildenstern Are Undead | Анна          |
| 2015 | ф | Джеремі Скотт: Народний дизайнер    | Jeremy Scott: The People’s Designer     | камео         |
| 2016 | ф | Я буду спати, коли помру            | I'll Sleep When I'm Dead                | камео         |
| 2017 | ф |                                     | Double Dutchess: Seeing Double          | камео         |

### Музичні кліпи
| рік  | Назва                 | Художник             |
| ---- | --------------------- | -------------------- |
| 1997 | «Electric Barbarella» | Duran Duran          |
| 1997 | «Kowalski»            | Primal Scream        |
| 2003 | «Act a Fool»          | Ludacris             |
| 2003 | «In Those Jeans»      | Ginuwine             |
| 2006 | «Dead Meat»           | Шон Леннон           |
| 2006 | «Bones»               | The Killers          |
| 2013 | «Just Another Girl»   | The Killers          |
| 2016 | «M.I.L.F. $»          | Ферґі                |
| 2018 | «Waste It On Me»      | Стів Ейокі feat. BTS |

## Визнання
| Рік  | Нагорода         | Категорія                  | Фільм          | Результат |
| ---- | ---------------- | -------------------------- | -------------- | --------- |
| 2006 | «Вибір критиків» | Найкращий акторський склад | «Місто гріхів» | Номінація |